# Харьковский научно-исследовательский институт судебных экспертиз
Харьковский научно-исследовательский институт судебных экспертиз имени Н. С. Бокариуса — одно из старейших государственных судебно-экспертных учреждений Украины и бывшего СССР.

## История
С принятием в 1922 году Уголовно-процессуального кодекса на Украине, органам предварительного расследования и судам при принятии решений в уголовных делах возникла задача полного и всестороннего исследования всех доказательств с помощью научно-технических знаний, в связи с чем, по ходатайству выдающегося судебного медика и криминалиста Николая Сергеевича Бокариуса, Правительство Украины своим постановлением от 10 июля 1923 года создает в системе Народного комиссариата юстиции (НКЮ) областные кабинеты научно-судебных экспертиз в городах Харькове, Киеве и Одессе и утверждает положение о них. Цель создания Кабинетов сформулирована очень кратко — «для производства разного рода научно-технических исследований по судебным делам». С того времени начинается славная история института.

## Руководители

#### Николай Сергеевич Бокариус

Кабинет научно-судебной экспертизы в Харькове начал свою работу осенью 1923 года, и его заведующим был назначен Н. С. Бокариус, по инициативе которого в 1925 году Кабинет реорганизовано в Институт научно-судебной экспертизы, и Николай Сергеевич стал его неизменным руководителем. В этом же году, в связи с 30-летием врачебной и научно-педагогической деятельности, Н. С. Бокариусу, одному из первых на Украине из профессоров, присвоено почетное звание Заслуженного профессора. После смерти выдающегося ученого, 23 декабря 1931 года, правительство УССР, отмечая его большие заслуги, присвоило имя Заслуженного профессора Н. С. Бокариуса Харьковскому НИИ судебных экспертиз.

#### Николай Николаевич Бокариус
С 1931 по 1946 год Харьковский институт возглавлял сын Н. С. Бокариуса, известный ученый, судебный медик, талантливый воспитатель целой плеяды судебных экспертов и криминалистов, с именем которого связана история института — Николай Николаевич Бокариус, единственный из судебных медиков, который за большие заслуги перед Родиной награждён высшими наградами бывшего СССР — орденами Ленина, Трудового Красного Знамени, медалями.
Николай Николаевич работал в институте с 1924 года на разных должностях, в том числе заведующим отделом идентификации личности. В самые сложные и трудные годы деятельности института (период Великой Отечественной войны) Н. Н. Бокариус делал все от него зависящее ради сохранения кадрового потенциала с целью проведения научно-исследовательской и экспертной работы.
С 1933 по 1937 годы Н. Н. Бокариус работал Республиканским судебно-медицинским экспертом и руководителем Харьковского областного бюро судебно-медицинской экспертизы, возглавлял Всесоюзное и Республиканское общества судебных медиков и криминалистов, был членом редакционного совета журнала «Судебно-медицинская экспертиза». После 1946 года Н. Н. Бокариус работал консультантом, был членом Ученого совета.

#### Виктор Павлович Колмаков
С 1946 по 1967 годы — доктор юридических наук, профессор Виктор Павлович Колмаков, один из выдающихся советских криминалистов. Под руководством В. П. Колмакова получила дальнейшее развитие Харьковская школа судебных экспертов во многих направлениях судебной экспертизы, в ней выросли известные ученые, которые внесли весомый вклад в развитие теории и практики криминалистики и судебной экспертизы. Во время его руководства свыше 20 сотрудников института защитили диссертации на соискание ученых степеней по вопросам криминалистики и судебной экспертизы, значительно расширилась научно-методическая база учреждения.
В. П. Колмаков уделял особое внимание развитию судебно-технической экспертизы документов (в аспекте криминалистического исследования оттисков печатей и штампов). Также в этот период получили дальнейшее развитие научные исследования по многим видам судебных экспертиз, особенно криминалистическим (почерковедческим, трасологическим, баллистическим, судебно-биологическим и др.).
Ярким примером личной заботы В. П. Колмакова об учреждении является письмо от 20 декабря 1961 года, направленное в Центральный Комитет Коммунистической партии Украины, в котором он убедительно и обоснованно показал тяжелые условия работы коллектива Харьковского НИИ судебных экспертиз в то время. В письме речь шла о размещении института в абсолютно непригодном помещении бывшей женской тюрьмы, о низкой заработной плате и т. п. Но при этом, несмотря на такие условия работы, коллектив института максимально помогал судебно-следственным органам в борьбе с преступностью. Фактами подтверждения этого служила наглядная динамика роста количества и сложности выполненных экспертиз, эта динамика сохраняется и на сегодняшний день.

#### Николай Васильевич Скорик
На протяжении 1967—1997 годов директором Харьковского НИИСЭ был заслуженный юрист Украины, кандидат юридических наук, доцент кафедры криминалистики, Николай Васильевич Скорик. В этот период получила дальнейшее развитие научная и экспертная деятельность, методическая и профилактическая работа, были созданы отделения. Начало работы на должности директора пришлось на время постройки нового здания института.

#### Михаил Леонидович Цымбал
С 1997 по 2010 год Харьковский научно-исследовательский институт судебных экспертиз возглавлял кандидат юридических наук, доцент кафедры криминалистики, заслуженный юрист Украины — Михаил Леонидович Цымбал, высококвалифицированный специалист, способный организатор экспертной, научно-исследовательской работы, умелый и принципиальный руководитель, который уделял много внимания повышению уровня работы учреждения. Под его непосредственным руководством Харьковский НИИ судебных экспертиз был признан лучшим по результатам государственной аттестации научно-исследовательских учреждений судебных экспертиз Министерства юстиции Украины по показателям рационального использования научно-технического потенциала.

#### Андрей Иванович Лозовой
В 2010 году директором Харьковского НИИСЭ назначен Андрей Иванович Лозовой, который работает в учреждении с 1989 года, в том числе на должностях заведующего лабораторией судебных автотовароведческих, строительно-технических исследований; заведующего лабораторией судебных товароведческих исследований; заместителя директора института по экспертной работе, 1-го заместителя директора. С 1999 года А. И. Лозовой возглавляет Харьковское отделение общественной организации «Союз экспертов Украины».

## Виды исследований
- Экспертиза по фотоснимкам
- Автотовароведческая экспертиза
- Автотехническая экспертиза